# Wannian
Wannian (chinesisch 万年县, Pinyin Wànnián Xiàn) ist ein Kreis, der zum Verwaltungsgebiet der bezirksfreien Stadt Shangrao im Nordosten der chinesischen Provinz Jiangxi gehört. Er hat eine Fläche von 1.136 km² und zählt 359.098 Einwohner (Stand: Zensus 2010). Sein Hauptort ist die Großgemeinde Chenying (陈营镇). 
Die Stätten von Xianrendong und Diaotonghuan (仙人洞、吊桶环遗址) aus der Zeit zwischen dem Paläolithikum und Neolithikum stehen auf der Liste der Denkmäler der Volksrepublik China (5-54).